# Collide
Collide es una banda de música trip rock y darkwave creada en 1992 originaria de Los Ángeles, California. Su nombre (Collide, colisionar en castellano) proviene de la "colisión" de estilos de las voces etéreas de kaRIN y de la música electrónica de Statik.

## Orígenes
En 1992, los que serían miembros de la banda, Statik y kaRIN, se conocieron en un club de música industrial, mantuvieron una conversación y desarrollaron con el paso del tiempo una amistad que les conduciría a la posterior formación de la banda. Mientras Statik se encargaría de los sonidos y la producción de la música, kaRIN cantaría las letras que ella misma compondría.

## Miembros

### Formación actual
- kaRIN - Voces y letras.
- Statik - Música y producción.

### Miembros de apoyo
- Scott Landes - Guitarra eléctrica.
- Rogerio Silva - Guitarra eléctrica.
- Chaz Peas - Batería.
- Kai Kurosawa - Bajo.

## Discografía

### Álbumes de estudio
- Beneath The Skin (1996)
- Distort (1998), Re-Constriction/Cargo Music
- Chasing The Ghost (2000)
- Some Kind Of Strange (2003)
- Vortex (2004)
- Distort 2006 Re-released (2006)
- Ultrashiver (2007)
- Two Headed Monster (2008)
- Machines (Plus More Machines) (2008)
- These Eyes Before (2009)
- Counting to Zero (2011)
- Bent and Broken (2012)
- Color of Nothing (2017)
- Mind & Matter (2018)
- Notes from the Universe (2022)
- The Darkness Forever (2024)

### Álbumes en directo
- Live At El Rey (2005)

### Recopilaciones
- Best of Collide (2013)